# AZ (label)
Pour les articles homonymes, voir AZ.
AZ est un label de musique, appartenant à Capitol, label lui-même détenu par le groupe Universal. Il s'agit en fait de la réactivation à partir de 2002 de Disc'AZ, une marque créée en 1963.
Valéry Zeitoun en est le dirigeant de 2002 à 2011. Il est alors remplacé par Julien Creuzard.
En mai 2010, le label lance un premier casting sur Facebook nommé Je veux signer chez AZ. Deux candidats en sont sortis victorieux : Victor Le Douarec et Mélissa Nkonda. En mars 2011 a eu lieu la seconde édition de ce casting et c'est Alias Hilsum qui l'a remporté.
En juillet 2013, le label devient une division de Capitol Music France à la suite du rachat d'EMI par Universal Music Group. À cette date, AZ devient un label spécialisé dans la musique urbaine.

## Artistes du label

### Artistes du label avant juillet 2013
- Absynthe Minded
- Admiral T
- Amy Winehouse
- Benjamin Paulin
- Booba
- Catherine Lara
- Carmen Maria Vega
- Chimène Badi
- Christophe
- Cheryl Cole
- Coco Sumner
- Creature
- Cyril Mokaiesh
- Dani
- Dan Black
- Davide Esposito
- Duffy
- Ellie Goulding
- Fally Ipupa
- Florent Pagny
- Florence And The Machine
- Gabriella Cilmi
- Gérard Darmon
- Gérard Palaprat
- Grand Corps Malade
- Inna
- Izia
- James Morrison
- Julia Migenes
- Kate Nash
- Keane
- Kery James
- Keen'v
- Khaled
- Kool Shen
- Koxie
- Le comte de Bouderbala
- Léa Castel
- Lino
- Mélissa Nkonda
- Michel Delpech

Michel Sardou 
- Nicole Rieu
- Okou
- Pascale Picard
- Paul Weller
- Pia Colombo
- Pep's
- Régine
- Saint André
- Salif
- Scissor Sisters
- Snow Patrol
- Souad Massi
- Starliners
- Sugababes
- Take That
- The Wanted
- Tom Frager
- Toma (artiste)
- VV Brown
- Yeah Yeah Yeahs
- The Third

### Artistes du label après juillet 2013
- Booba
- Kery James
- Lino
- Niro
- Hayce Lemsi
- Fally Ipupa
- Kalash
- MHD
- 92I